# Оушенсайд (Орегон)
Оушенсайд (англ. Oceanside) — переписна місцевість (CDP) в США, в окрузі Тілламук штату Орегон. Населення — 366 осіб (2020).

## Географія
Оушенсайд розташований за координатами 45°27′18″ пн. ш. 123°57′41″ зх. д. / 45.45500° пн. ш. 123.96139° зх. д. (45.454901, -123.961265).  За даними Бюро перепису населення США в 2010 році переписна місцевість мала площу 2,69 км², уся площа — суходіл.

## Демографія
Згідно з переписом 2010 року, у переписній місцевості мешкала 361 особа в 191 домогосподарстві у складі 111 родини. Густота населення становила 134 особи/км².  Було 647 помешкань (241/км²).
Расовий склад населення:
| - 94,2 % — білих - 0,6 % — азіатів - 0,3 % — корінних американців - 0,3 % — чорних або афроамериканців - 3,3 % — осіб інших рас |

До двох чи більше рас належало 1,4 %. Частка іспаномовних становила 5,3 % від усіх жителів.
За віковим діапазоном населення розподілялося таким чином: 10,5 % — особи молодші 18 років, 49,1 % — особи у віці 18—64 років, 40,4 % — особи у віці 65 років та старші. Медіана віку мешканця становила 61,0 року. На 100 осіб жіночої статі у переписній місцевості припадало 93,0 чоловіків;  на 100 жінок у віці від 18 років та старших — 88,9 чоловіків також старших 18 років.
За межею бідності перебувало 19,2 % осіб, у тому числі 0,0 % дітей у віці до 18 років та 0,0 % осіб у віці 65 років та старших.
Цивільне працевлаштоване населення становило 167 осіб. Основні галузі зайнятості: будівництво — 25,1 %, освіта, охорона здоров'я та соціальна допомога — 22,2 %, роздрібна торгівля — 15,0 %, публічна адміністрація — 13,2 %.